# Байрам-Егечи
Байрам-Егечи,  Хохжин-хатун (ум. 1300) — жена Чинкима, сына Хубилая, мать императора Тэмура.

## Биография
Родилась в Монголии, происходила из племени унгират. В 1265 году родила сына, будущего великого хана Тэмура.

### Правление сына (Великого хана Тэмура)

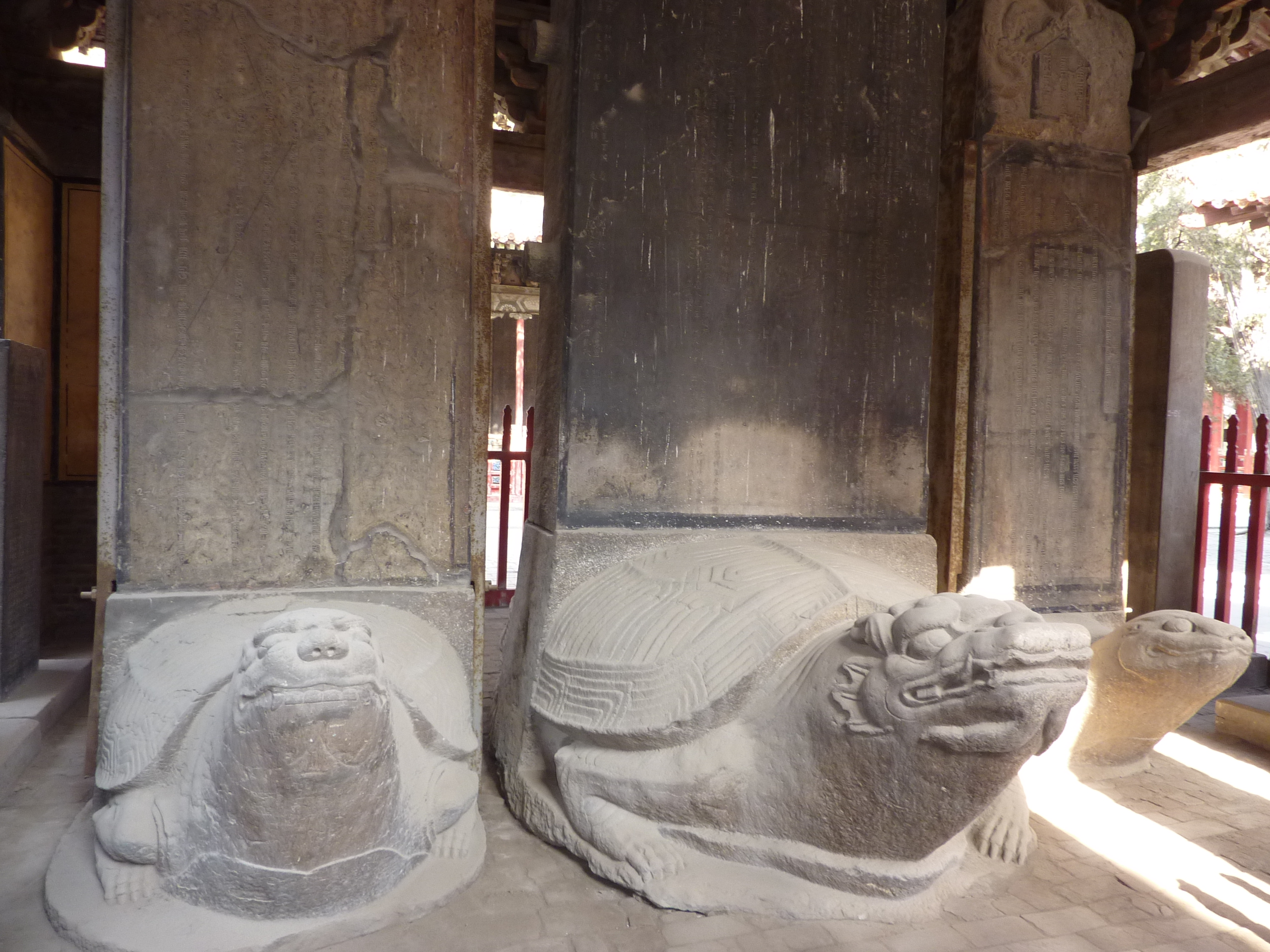
Черепаховые стелы юаньской эпохи в Храме Конфуция, Цюйфу. Левая и правая крайние стелы относятся к эре Дадэ (правление Тэмура), и написаны монгольским квадратным письмом

Тэмур взошел на престол в 1294 году.
Его правление в целом расценивается как компетентное. Он оставил империю примерно в том же состоянии, в каком унаследовал её от Хубилая, хотя его правление и не отмечено какими-либо особыми достижениями. Он продолжил экономические преобразования, начатые Хубилаем. Он умер в 1307 году.